# Заветы Ильича (Хабаровский край)
Заве́ты Ильича́ — рабочий посёлок в Советско-Гаванском районе Хабаровского края России.
Образует городское поселение Рабочий посёлок Заветы Ильича как единственный населённый пункт в его составе.

## География
Расположен в восточной части края в 7 км к северу от города Советская Гавань, на берегу бухты Постовая, бухты Бошняка и бухты Северная залива Советская гавань. Советско-Гаванский муниципальный район Хабаровского края.
Расстояние до ближайшей железнодорожной станции Совгавань-Сортировочная 3 км (пассажирское сообщение с г. Комсомольск-на-Амуре, Хабаровск и остальной страной). На станции Совгавань-Сортировочная имеется контейнерный терминал.
По западной окраине посёлка проходит автодорога местного значения 08А-4 Советская Гавань — Ванино, с выездом на автодорогу 08А-1 к г. Хабаровску.

## Климат
Климат умеренный, муссонный. Зима холодная и снежная, в то же время лето прохладное, дождливое. На побережье Татарского пролива и залива Советская Гавань часты туманы.
Климат приравнен к районам Крайнего Севера.

## История
Вся история п. Заветы Ильича неразрывно связана с Совгаванской военно-морской базой.
Первоначально пгт Заветы Ильича — рыбацкий посёлок Новоастраханское, основанный в начале 1920-х годов. В 1934 году колхоз был переименован в Завет Ильича.
В связи со сложной внешнеполитической обстановкой в мире правительство СССР тогда принимало меры укрепления дальневосточных границ страны.
В 1934 году был сформирован Совгаванский укреплённый район береговой обороны (УР БО). Совгаванский УР включал: 63-й отдельный стрелковый батальон, 11-й отдельный горнострелковый батальон, 4-ю отдельную танковую роту. Комендант УР — М. Ф. Куманин.
4 мая 1934 года сформировано 5-е отдельное авиационное звено волнового управления с дислокацией на п-ове Меншикова (б. Северная) на самолётах МБР-2ВУ — первая авиационная часть в Совгавани.
В 1938 году на базе 63-го отдельного стрелкового батальона в посёлке Горном сформирован 193-й стрелковый полк Северной Тихоокеанской военной флотилии. 11-й отдельный горнострелковый батальон и 4-я отдельная танковая рота переподчинены Сухопутным войскам.
4 октября 1939 года, в соответствии с Постановлением СНК СССР и приказом Народного комиссара ВМФ официально была сформирована Северная Тихоокеанская флотилия (СТОФ) с главной базой в Советской Гавани, оборонительными (укреплёнными) районами в Де-Кастри и Николаевске-на-Амуре. Командующий — флагман 2 ранга М. И. Арапов. Зона ответственности флотилии — Татарский пролив, Охотское море, Северный Сахалин, Чукотка и Камчатка с прилегающими территориями.
Штаб Северной Тихоокеанской флотилии, а также множество других воинских частей обеспечения были развёрнуты в п. Бяудэ (ныне спальный микрорайон в п. Майский).
21 ноября 1939 года сформирована 5-я бригада подводных лодок с дислокацией в бухте Постовая, в составе: 21-й дивизион ПЛ, 4 лодки типа «М»; 25-й дивизион ПЛ, 4 лодки типа «М», 31-й дивизион ПЛ, 4 лодки типа «Щ».
4 октября 1939 года Совгаванский УР переформирован в Совгаванский укрепленный сектор Береговой Обороны Северной Тихоокеанской флотилии.
23 марта 1940 года сформировано управление военно-воздушных сил СТОФ с дислокацией управления в п. Бяудэ.
11 июня 1940 года на аэродроме Совгавань-Знаменское сформирован 42-й смешанный авиационный полк.
По состоянию на 1941 год в Главной Базе Северной Тихоокеанской флотилии (ГБ СТОФ Совгавань) также были: 5-й отдельный дивизион — тральщики ТЩ № 13 «Гагара», № 14 «Баклан» (бывшие рыболовные траулеры), № 18, № 19 (переоборудованные буксирные пароходы), 1-е звено сторожевых катеров СКА № 24-26, 2-е звено СКА № 27-29, 6-й зенитный артиллерийский полк, 48-я отдельная морская авиационная эскадрилья в бухте Бяудэ, 69-й отдельный стрелково-строительный батальон, 169-й отдельный стрелково-строительный батальон, 63-я отдельная строительная рота.
В соответствии с Постановлением Государственного Комитета Обороны СССР от 14 октября № 796 и от 18 октября № 810, а также приказом Народного Комиссара Обороны от 14 октября № 00105 на ТОФ и Ам. ВФ формируется 13 морских стрелковых бригад. В это время в Совгавани формируется 62-я отдельная морская стрелковая бригада, командир полковник В. М. Рогов. На комплектование бригады направлено 252 матроса и 8 офицеров. Бригада направлена в действующую армию и впервые вступила в боевые действия с немецко-фашистскими оккупантами под Москвой в период с 12 по 24 декабря.
В 1942 году 69-й ОССБ, 63-я ОССР и 196-й ОССБ направлены на формирование и пополнение частей действующей армии. Формируется 15-й отдельный авиационный транспортный отряд на аэродроме Совгавань-Знаменское.
18 июля 1942 года, во время стоянки в Военно-Морской базе Николаевск-на-Амуре, в результате диверсии произошла катастрофа — взрыв на подводной лодке «Щ-138». Взрывом была повреждена и подводная лодка «Щ-118». Погибло всего 43 человека.
В 1943 году в Совгавани формируется 41-й истребительный авиационный полк, на только что отстроенном заключёнными аэродроме Совгавань-Постовая, и формируется 365-й отдельный батальон морской пехоты береговой обороны, с дислокацией в п. Горный. 29 октября 1943 года 5-е ОАЗ ВУ переподчиняется непосредственно командиру 5-го отдельного дивизиона торпедных катеров.
На 1944 год в Совгавани дислоцируется управление инженерного обеспечения СТОФ и строительство ГБ СТОФ № 68.
7 октября 1944 года на Черноморский Флот для участия в боевых действиях против фашистской Германии убыл сформированный 9-й дивизион подводных лодок в составе 6 подводных лодок типа «М».
В 1945 году на аэродроме Совгавань-Знаменское сформирован 56-й штурмовой авиационный полк на самолётах Ил-2. ГБ СТОФ пополнилась 3-м отрядом малых охотников ОВР.
По состоянию на август 1945 года в Советской гавани дислоцируются строительно-инженерные части: 601-я отдельная инженерная рота СТОФ, 604-я отдельная строительная рота ИО СТОФ, 605-я отдельная строительная рота ИО СТОФ. В заливе Советская Гавань построен военный порт 1-го разряда.
Береговая Оборона Совгаванской военно-морской базы на август 1945 года включала 54-й и 216-й отдельный артиллерийский дивизион. Всего: батарей — 7, орудий — 26.
За время боевых действий против Японии Более полутора тысяч матросов, старшин, офицеров Северной Тихоокеанской флотилии получают ордена и медали за участие в южно-сахалинской и курильской операциях. Почетное наименование «Сахалинский» присваивается 5-му дивизиону торпедных катеров, 7-му дивизиону тральщиков, 56-му штурмовому и 42-му истребительному авиаполку. Герои Советского Союза: краснофлотец Зонов, капитан 1 ранга Голубев Дмитрий Николаевич, капитан 2 ранга Ломов Эдуард Дмитриевич, капитан 2 ранга Столяров Лев Николаевич, капитан 2 ранга Усенко Николай Витальевич, инженер-капитан 2 ранга Морозов Иван Фёдорович.
08 сентября 1945 года Северная Тихоокеанская флотилия ликвидируется. Вместо неё формируется Сахалинский морской оборонительный район, с главной базой в Совгавани. Но уже 1 декабря 1945 года, в соответствии с приказом НК ВМФ Сахалинский МОР переформируется в Сахалинскую военную флотилию Тихоокеанского флота. Управление флотилии переезжает в г. Корсаков.
В 1946 году в Заветах Ильича формируется 23-й морской разведывательный отряд («Калита»).
В 1947 году Весь Тихоокеанский флот разделен на два образования — 5-й ВМФ с главной базой во Владивостоке и 7-й ВМФ с главной базой в Совгавани. Штаб из Корсакова переезжает обратно в Заветы Ильича. На базе Военно-воздушных сил СахВФ формируется ВВС 7-го ВМФ с дислокацией управления в п. Бяудэ.
После войны продолжилось наращивание сил 7-го ВМФ. Дислоцируемые в п. Бяудэ воинские части исчерпали возможности дальнейшего развёртывания сил флота, поэтому в 1947 году колхоз «Заветы Ильича» был переведён на Южный Сахалин в Невельской район. На месте расположения бывшего колхоза началось строительство и создание крупной военно-морской базы.
Примечание. По старой памяти, жители п. Заветы Ильича ещё не один десяток лет продолжали неофициально называть свой сугубо военный посёлок — «Колхоз».
1 января 1951 года (по др. данным в 1955 г.) 3-я БрПЛ переформирована в 90-ю БрПЛ.
В 1953 году 7-й ВМФ СССР расформирован. Начинаются очередные штатные перестановки и переименования. Посёлок Заветы Ильича получает статус Военно-морской базы СТОФ, затем Сахалинской ВФ.
С 1955 по 1995 год в посёлке размещается Драматический театр Тихоокеанского флота.
В 1956 году сокращается морская пехота ТОФ. Ликвидируется 365-й отдельный гвардейский батальон морской пехоты, который размещался в п. Горном. С этого времени посёлок приходит в запустение.
В 1957 году Береговая оборона ТОФ переформируется в береговую артиллерию. Управления комендантов БО Совгаванской, Владимиро-Ольгинской и Южно-Сахалинской ВМБ — в управления 1048, 805 и 839-го отдельных артиллерийских полков.
В 1960 году п. Заветы Ильича выделяется из состава города Советская Гавань и получает статус посёлка городского типа. Несмотря на то, что в ПГТ к тому времени практически не было гражданских объектов, жилая зона посёлка оставалась открытой для иногородних лиц. 1 октября ликвидируется штаб ВВС в п. Бяудэ и начинается масштабная реорганизация совгаванской авиации.
В 1961 году в состав 839-го отдельного артиллерийского полка Совгаванской ВМБ введен 22-й отдельный береговой ракетный дивизион с дислокацией на полуострове Крильон.
В 1962 году сформирована 192-я зенитно-ракетная бригада ПВО.
В 1968 году сформирована 196-я бригада кораблей охраны водного района, пр. 50, 159, 266, 257, 1124 и 1265.
В 1972 году сформирована 193-я бригада противолодочных кораблей, в составе: 5 кораблей пр. 56, 2 пр. 57А, 4 пр. 61, 2 пр. 68 бис; 3 пр. 1135M (с 1989 года) и 2 пр. 956.
С ноября 1974 года 22-й отдельный береговой ракетный дивизион Совгаванской ВМБ развертывается в 648-й отдельный береговой ракетный полк с управлением в г. Корсаков и подчинением командиру Совгаванской ВМБ. Ракетные дивизионы полка развертывались до 1986 года: 830-й обрдн (комплекс «Рубеж») и 1036-й обрдн (комплекс «Редут») — на о. Сахалин; 574-й обрдн (комплекс «Рубеж») — на о. Итуруп; 789-й обрдн (комплекс «Редут») — на о. Симушир.
1 декабря 1982 года 90-я БрПЛ развёрнута в 28-ю дивизию ПЛ.
В 1988 году 192-я зенитно-ракетная бригада переформирована в 345-ю ЗБР 11-й ОА ВВС и ПВО.
В 1990 году 28-я дивизия подводных лодок сокращена до 60-й бригады ПЛ, а через два года урезана до 366-го дивизиона отстоя (консервации) ПЛ. В течение первого десятилетия 21 века все лодки базы (проектов 659, 313, 641) будут порезаны на металл.
В 1994 году ликвидирован авиационный полк (308-й ИАП) на аэродроме Постовая. Аэродром законсервирован. 28.04.1994 расформирована 193-я бригада противолодочных кораблей.
В 1998 году расформированы: 279-й отдельный дивизион ракетных катеров, 345-я ЗБР 11-й ОА ВВС и ПВО, 23-й МРО.
В 2007 году 366-й отдельный дивизион консервации подводных лодок расформирован.
В XXI веке от некогда крупного морского гарнизона остался 38-й отдельный дивизион кораблей охраны водного района, в составе двух малых противолодочных кораблей проекта 1124М (МПК-125 «Советская Гавань», МПК-191 «Холмск») и трёх базовых тральщиков пр. 12650. Практически все дома «сталинской» постройки, а также несколько относительно свежих пятиэтажных домов брошены и превращены в руины. Брошено и разрушено большое количество служебных построек в границах посёлка, а также полностью разрушены строения на полуострове Меншикова.

## Население
| 1970  | 1979    | 1989    | 1992    | 2000    | 2002  | 2005  |
| ----- | ------- | ------- | ------- | ------- | ----- | ----- |
| 9738  | ↗10 258 | ↗13 141 | ↗13 300 | ↘11 300 | ↘9429 | ↗9630 |
| 2006  | 2007    | 2008    | 2009    | 2010    | 2011  | 2012  |
| ↗9755 | ↗9900   | ↘9810   | ↗9968   | ↘9162   | ↘9144 | ↘9079 |
| 2013  | 2014    | 2015    | 2016    | 2017    | 2018  | 2019  |
| ↘9020 | ↘8846   | ↘8706   | ↘8618   | ↘8527   | ↗8530 | ↘8455 |
| 2020  | 2021    | 2023    | 2024    |         |       |       |
| ↘8403 | ↘8050   | ↘7989   | ↘7912   |         |       |       |

## Экономика
Градообразующей организацией посёлка является военно-морская база (в настоящее время — дивизион ОВР)

## Достопримечательности
- Памятный камень в честь открытия Н. Бошняком 23.05 (04.06) 1853 г. залива Императорская Гавань (гавань императора Николая) на перешейке полуострова Меньшикова.
- Остовы береговой батареи № 908 (четыре 152-мм пушки Канэ) на п-ве Меншикова, на глубине в три этажа под землёй.
- Остовы командного пункта береговой батареи № 925 на мысе Весёлый
- Двухамбразурный пулемётный ДОТ на берегу бухты Обманная.
- В бухте Постовая затоплен парусный фрегат «Паллада»
- Полуостров Меншикова соединён с материковой сушей длинной и узкой песчаной косой (перешейком). Хороший природный пляж.
- На берегу б. Постовой могила лейтенанта Хэллорана с военного корабля «Клеопатра» англо-французской эскадры, умершего на обратном пути после попытки взять Петропавловск-Камчатский
- Памятник морякам «Паллады» на берегу бухты.
- Памятный камень основателю первого укрепрайона на берегу Императорской (Советской) Гавани адмиралу Е. В. Путятину
- Памятник «Умершим от цинги морякам в зиму с 1853 по 1854 с транспорта Иртыш»
- Памятник 52 морякам советской подводной лодки С-117, которая затонула во время учений в районе Татарского пролива в декабре 1952 года.
- Захоронение (братская могила) военных моряков, погибших в б. Постовая в зиму 1853—1854 гг.
- Истребитель МиГ-23МЛД № 75 на «вечной стоянке», на аэродроме «Постовая»
- Экспозиция военной техника возле Дома офицеров флота: истребитель МиГ-17 № 601 41-го ИАП, МиГ-21У № 72 41-го ИАП, фюзеляж Ан-2№ RA-00420 подросткового авиационного клуба «Сокол», рубка подводной лодки пр. 613 «С-88», катер такт. № 067, памятный камень погибшим морякам совгаванско-сахалинского объединения
- Памятник героям 62-й отдельной морской бригады павшим при обороне Москвы (на пл. Ленина)
- Территория старого лагеря японских военнопленных
- Территория бывшего сталинского женского лагеря
- Многочисленные руины военных и береговых объектов вокруг посёлка и на берегу.